# Giulia Foïs
Giulia Foïs, née en 1978, est une journaliste française et italienne, spécialiste des questions sociétales, en particulier liées aux femmes, à leurs droits et au féminisme, aux violences sexistes et sexuelles, aux personnes et droits LGBT+, ainsi qu'aux enfants et autres personnes en situation de handicap et à leurs droits. Elle est animatrice de radio sur France Inter depuis 2017 et essayiste.

## Biographie

### Enfance et formation
Giulia Foïs naît dans une famille de gauche d'origines italienne (sarde), russe, juive-égyptienne et allemande, impliquée en Mai 68. Sa mère, plus tard engagée dans la vague féministe des années 1970, est psychologue, et son père est chercheur en physique nucléaire. La famille vit à Orsay, en Essonne,,. Elle possède la double nationalité française et italienne.
Elle est la sœur de Marina Foïs. Leur frère, Fabio (1967-1999), polytechnicien, est mort dans un accident d'avion en se rendant à une manifestation de voltige aérienne à laquelle il devait participer. Leur sœur, Elena Foïs (1980-), est médecin hospitalier,, spécialisée en hématologie, jusqu'en 2023 en couple concubin avec Christophe Dechavanne.
Giulia Foïs étudie les lettres modernes avant d'effectuer un premier stage à France Info en 1998.

### Carrière dans la presse écrite
Après un passage comme chroniqueuse internationale dans l'émission Arrêt sur images sur France 5 au début des années 2000, elle devient journaliste indépendante en 2004 et rédige des piges pour la presse écrite, notamment Libération, Psychologies Magazine et Marianne.
Depuis 2020, elle tient une chronique intitulée « Féministe, ta mère » dans le mensuel Marie-Claire. Elle intervient également dans le magazine Elle.

### Carrière à la radio
Après être passée par RFI, elle se fait connaître du grand public sur Le Mouv' en 2014 avec l'émission Point G comme Giulia, où elle aborde toutes les sexualités. L’émission étant déprogrammée, elle rejoint France Inter et devient la remplaçante régulière de Pascale Clark. Puis, à l'été 2017, elle anime la tranche matinale intitulée Dans quel monde on vit sur France Inter,.
Durant deux saisons, de septembre 2017 à 2019, elle est aux commandes de Babel-sur-Seine, un programme de deux heures à la découverte d'un pays du monde et avec des interviews en direct de globe-trotters.
À partir de septembre 2019, elle anime chaque vendredi soir sur France Inter l’émission Pas son genre, où elle propose un débat autour de la société post-#MeToo avec plusieurs invités et chroniqueurs, Depuis 2017, elle tient une chronique internationale sur les droits des femmes et des personnes LGBT+ dans l'émission Un jour dans le monde.
À la faveur du second confinement de novembre 2020, l'émission Pas son genre change d'orientation en proposant une heure d'entretien intimiste avec un invité[source insuffisante], agrémenté d'archives sonores, s'intitulant Unique en son genre, puis En marge le samedi depuis septembre 2022.

### Engagements féministes et politiques
Engagée sur les questions féministes et en particulier la question des violences sexistes et sexuelles contre les femmes, elle révèle, lors de la vague #MeToo sur les réseaux sociaux, avoir été agressée sexuellement par un rédacteur en chef d'une grande radio. 
En mars 2020, elle publie Je suis une sur deux, qui décrit le viol qu'elle a subi à 23 ans et les années de procédure à l'encontre du violeur, père de famille « irréprochable » , et qui fait l'objet d'une représentation théâtrale en novembre 2022 sur France 5. 
Dans Ce que le féminisme m'a fait, ouvrage sorti en mars 2024, Giulia Foïs expose sa réflexion sur son rapport au féminisme, la façon dont le sujet est venu à elle comme ses implications dans ses relations familiales et personnelles,.
Elle est également engagée en politique. Signataire d'un appel à voter Jean-Luc Mélenchon au premier tour de la présidentielle de 2022 avec l'espoir qu'il soit présent au second tour , elle annonce intervenir dans un meeting du Nouveau Front populaire le 26 juin 2024 à Lyon. Devant la polémique que déclenche cette annonce à droite, elle annule sa venue.

### Vie privée et engagements sur le handicap
Giulia Foïs est mère d'un fils. En mai 2023, elle interpelle le Ministère de l'Intérieur sur la difficulté qu'elle rencontre pour soigner l'épilepsie de l'enfant. Ce fils étant en situation de polyhandicap avec des difficultés psychomotrices et motrices notamment, elle se bat pour permettre la poursuite optimale de son parcours, de sa scolarité en milieu ordinaire, s'engage sur le sujet et en témoigne médiatiquement, relevant aussi les discriminations genrées dans le traitement institutionnel des enfants porteurs d'un handicap et de leurs parents.

## Publications
- Point G comme Giulia, Paris, Plon, 24 avril 2014, 147 p. (ISBN 978-2-259-22301-0, lire en ligne)
- Je suis une sur deux, Paris, Flammarion, mars 2020, 192 p. (ISBN 978-2-08-151077-7)[28] ; Pocket, mars 2021, 160 p.[38]
- Ce que le féminisme m'a fait, Paris, Flammarion, 13 mars 2024, 208 p. (ISBN 9782080435231)
- Pas tous les hommes quand même !, Paris, La Meute, 6 mars 2025, 96 p. (ISBN 9782488115001)